# Георгиос Диконимос
Георгиос Диконимос (на гръцки: Γεώργιος Δικώνυμος), известен с псевдонима капитан Макрис (Μακρής), е гръцки революционер, деец на гръцката въоръжена пропаганда в Македония в началото на XX век.

## Биография
Георгиос Диконимос е роден през 1887 година в Каликратис, остров Крит. Племенник е на Андреас Диконимос (Барбандреас). На 13 юни 1903 година преминава гръцко-турската граница и навлиза в Македония с подготвената от Георгиос Цондос с голяма чета от 120 души, в която са и другите критяни Георгиос Перос, Евтимиос Каудис, Ламбринос Вранас, Георгиос Сейменис, Георгиос Зуридис, Георгиос Стратинакис, Евстратиос Бонатос, Манусос Катунатос и Николаос Лукакис. Заедно с Германос Каравангелис развиват пропаганда в Костурско и Леринско. След избухването на Илинденско-Преображенското въстание дават сражение на българска чета на ВМОРО при Влахоклисура, а по-късно участват в опожаряването на Косинец. След това всичките критяни, без убития Георгиос Сейменис, се изтеглят от Македония, за да се завърнат през следващата 1904 година.
На 25 март 1905 година четите на Георгиос Диконимос, Георгиос Цондос, Евтимиос Каудис, Павлос Гипарис и Йоанис Пулакас, общо около 300 андарти, нападат Загоричани и извършват страшно клане, в което загиват около 100 души, а цялото село е изгорено. След 1905 година заместник в четата на Георгиос Диконимос е Павле Илиев. През 1906 година Диконимос е тежко ранен в сражение с турски аскер. През май 1908 година напада Вишени и убива 9 жени, 4 мъже, а други 3 жени са с тежки наранявания, след което напуска Македония.
По време на Балканската война на 14 октомври 1912 година заедно с капитан Лазар Апостолов участва в спасяването на Богатско. В Ляпчища е влиза в отряд и взима участие в битката при Сятища, след което е посрещнат тържествено в селото от местните гърци. Умира през 1939 година в Атина.